# Smaro Stefanidou
Smaro Stefanidou (Atenas, 9 de abril de 1913 - 7 de novembro de 2010) foi uma atriz de teatro, cinema, televisão e rádio grega.

## Filmografia
| Ano  | Filme                           | Transliteração                                                  | Personagem               |
| ---- | ------------------------------- | --------------------------------------------------------------- | ------------------------ |
| 1951 | The Four Steps                  | Τα τέσσερα σκαλοπάτια Ta tessera skalopatia                     | Loukia Asprokotsyfa      |
| 1952 | The Tower of Knights            | Ο πύργος των ιπποτών O pyrgos ton ippoton                       | Orsa Delarossa           |
| 1953 | Santa Chiquita                  | Σάντα Τσικίτα                                                   | Mrs. Delacovia           |
| 1954 | A' 39 Year Miss                 | Δεσποινίς ετών 39 Despinis eton 39                              | Chrysanthi Karadari      |
| 1956 | The jealous husband             | Ο ζηλιαρόγατος O ziliarogatos                                   | Mina Moutsopoulou        |
| 1957 | The lover of all women          | Ο γυναικάς O ghinaikas                                          | Kotina Frabala-Zouboulou |
| 1960 | Three dolls and myself!         | Τρεις κούκλες κι εγώ! Treis koukles ki ego                      | Hrissa                   |
| 1960 | Maddalena                       | Μανταλένα '                                                     | Pipitsa                  |
| 1961 | Woe to the young!               | Αλλοίμονο στους νέους Allimono stous neous                      | Eleni                    |
| ...  | Voyage                          | Ταξίδι Taxidi                                                   |                          |
| ...  | The lover is coming             | Ο εραστής έρχεται O erastis erchetai                            |                          |
| ...  | Lucky for me I've gone mad      | Ευτυχώς τρελλάθηκα Evtyhos trellathika                          |                          |
| 1964 | My Greek Wedding                | Γάμος αλά Ελληνικά Gamos ala Ellinika                           | Petros' mother           |
| 1964 | Aristeidis and his Ladies       | Ο Αριστείδης και τα κορίτσια του O Aristidis ke ta koritsia tou | Evdokia                  |
| 1967 | Mia pendaras niata              | Μιας πεντάρας νιάτα'                                            | Marika Konstandinou      |
| 1968 | The madman is the sanest of all | Ο τρελός τα 'χει 400                                            | Sultana                  |
| 1973 | 20 Ladies and I                 | 20 γυναίκες κι εγώ 20 yinekes ki ego                            | Smaro Filippou           |